# مرامية فضية
المرامية الفضية أو حارس تكساس  (الاسم العلمي Leucophyllum frutescens) نبات شجيري كثيف أوراقه رمادية اللون من فصيلة الغدبية وموطنه المكسيك وولاية تكساس. 

## الوصف
هو نبات بطيء النمو، ويصل ارتفاعه إلى نحو 2.5 م وعرضه نحو ذلك. والأوراق ناعمة، رمادية إلى فضية اللون، تعطي للنبات
شكله المتماسك، وأحياناً تغطي الأزهار ذات الألوان البنفسجية والوردية كامل النبات وهو ما يعطي للنبات لوناً
فاتحاً بهيجاً في الربيع ورائحة مميزة في فصل الصيف. ويحتاج نبات حارس تكساس إلى ضوء الشمس المباشر والحرارة
الشديدة. أما في الظل فيكون نموه غير منتظم الشكل. والنبات شديد التحمل للجفاف ويجود نموه في الترب جيدة
الصرف والقلوية والرملية التي قد تكون فقيرة أو حصوية. والنبات يتحمل الصقيع، ويحتاج إلى الري المعتدل، أو
الغزير أحياناً في فصل الصيف، مع مراعاة تجنب الري الغدق. ويكون التكاثر بالعقل. وعادة لا يصاب النبات بالآفات،
لكنه معرض للإصابة بعفن جذور القطن. وهذا النبات متأقلم مع الظروف الصحراوية.